# Święty Krzysztof (obraz Goi)

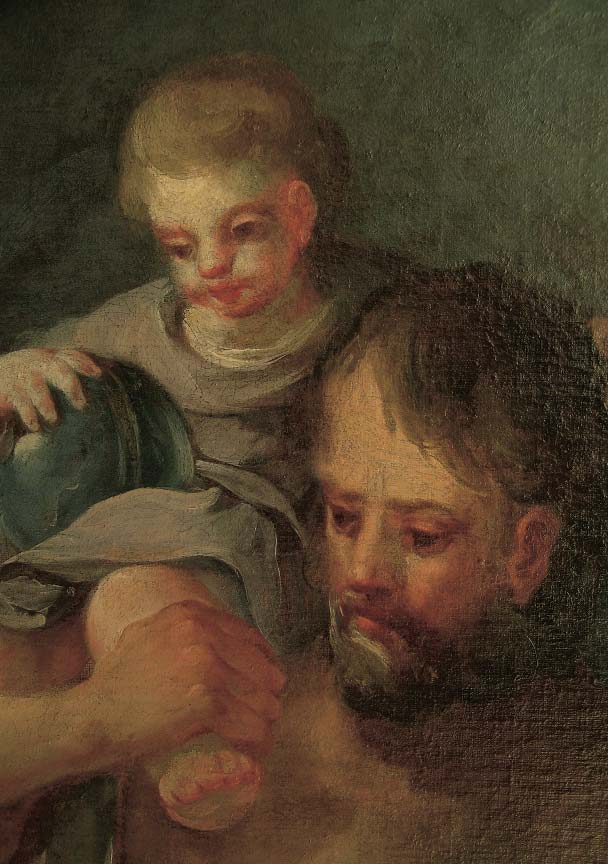
Detal obrazu

Święty Krzysztof (hiszp. San Cristóbal) – obraz olejny hiszpańskiego malarza Francisca Goi (1746–1828), należy do prywatnej kolekcji w Barcelonie i od 2017 jest zdeponowany w Museo de Zaragoza.

## Okoliczności powstania
Obraz został zamówiony ok. 1767 roku przez Juana Martína de Goicoechea (1732–1806), zamożnego kupca i przedsiębiorcę z Saragossy, rodzinnego miasta Goi. Goicoechea został przyjacielem i protektorem Goi w czasie, gdy malarz dopiero zaczynał karierę zawodową. Był kolekcjonerem sztuki, a w jego zbiorach znajdowały się wczesne dzieła Goi takie jak własny portret, Święta Rodzina ze świętym Józefem i świętą Anną, Objawienie Matki Bożej z Pilar świętemu Jakubowi, Chrzest Jezusa w Jordanie i szkic do fresku Anioły adorujące Imię Boże z Bazyliki Nuestra Señora del Pilar w Saragossie.
Prawdopodobnie Święty Krzysztof był pierwszym obrazem, który zamówił u Goi. Będąc kupcem, wybrał ikonografię św. Krzysztofa, patrona podróżujących. Zamówienie na obraz większego formatu (140 × 100 cm) musiało być bardzo ważne dla Goi, który miał wtedy dopiero 21 lat i niedawno poniósł klęskę w konkursie Królewskiej Akademii Sztuk Pięknych św. Ferdynanda w 1766. Nie było to dzieło przeznaczone do małego ołtarza w alkowie, ale większy obraz do ekspozycji w salonie.
W 1775 Goya namalował kolejny obraz przedstawiający św. Krzysztofa dla innego kupca z Saragossy – swojego przyjaciela Martína Zapatera, o czym wspomina w liście do niego z 6 września 1775.

## Opis obrazu
Obraz jest przykładem wczesnego stylu Goi o cechach późnego baroku. Malarz nawiązuje do tradycyjnej średniowiecznej ikonografii, która przedstawia świętego jako olbrzyma. Nie wiadomo, czy Goya inspirował się konkretną ryciną lub korzystał z innego wzoru, ale jest to prawdopodobne. Kompozycja wykazuje podobieństwa do Św. Krzysztofa Francesca Solimeny z kościoła Sant’Anna dei Lombardi w Neapolu.
Scena rozgrywa się wieczorem, w świetle księżyca, z leśnym pejzażem i osadą w tle. Św. Krzysztof niesie Dzieciątko Jezus na prawym ramieniu, przekraczając płytką rzekę. Podpiera się długim kijem trzymanym w lewej ręce. Jezus ubrany w tunikę w odcieniach fioletu ma globus w prawej ręce, podczas gdy lewą trzyma się głowy świętego. Postura świętego jest nieco wymuszona: biodra i tors są mocno obrócone w stosunku do nóg. W ten sposób malarz mógł przedstawić anatomię muskularnego olbrzyma. Fałdy szarej tuniki i czerwonego płaszcza świętego unoszą się w sztuczny sposób.

## Restauracja
W 2013 obraz został poddany gruntownej konserwacji i restauracji, dzięki której przywrócono mu oryginalny aspekt. Usunięto poprawki naniesione prawdopodobnie w ostatnich latach XIX w. i ponownie na początku XX w. przez innych malarzy usiłujących poprawić stan niszczejącego płótna. Pierwszy z nich uzupełnił ubytki twardym, zielonym stiukiem, oraz naniósł poprawki malarskie w postaciach świętego Krzysztofa i Dzieciątka Jezus. Około 20–25 lat później drugi malarz poprawił poprzednie ubytki i uzupełnił nowe białym stiukiem. Naniósł dalsze poprawki, również w miejscach, które nie były zniszczone, np. przemalował fałdy tuniki świętego.

## Proweniencja
Od czasu powstania obraz znajdował się w posiadaniu kolejnych pokoleń i krewnych rodziny de Goicoechea.